# Пчелиное
Пчели́ное (до 1948 года Куртлу́к; укр. Пчолине, крымскотат. Qurtluq, Къуртлукъ) — село в Белогорском районе Республики Крым, входит в состав Зеленогорского сельского поселения (согласно административно-территориальному делению Украины — Зеленогорского сельского совета Автономной Республики Крым).

## Население
| 2001 | 2014 |
| ---- | ---- |
| 14   | ↘12  |

Всеукраинская перепись 2001 года показала следующее распределение по носителям языка
| Язык        | Процент |
| ----------- | ------- |
| русский     | 78.57   |
| украинский  | 14.29   |
| белорусский | 7.14    |

### Динамика численности
| - 1864 год — 117 чел. - 1889 год — 125 чел. - 1892 год — 186 чел. - 1902 год — 172 чел. - 1915 год — 160 чел. - 1926 год — 239 чел. | - 1939 год — 295 чел. - 1989 год — 8 чел. - 2001 год — 14 чел. - 2009 год — 15 чел. - 2014 год — 12 чел. |

## Современное состояние
На 2017 год в Пчелином числится 3 улицы — Горная, Лесная и Полевая; на 2009 год, по данным сельсовета, село занимало площадь 15,3 гектара на которой, в 11 дворах, проживало 15 человек.

## География
Пчелиное — крохотное село на юго-востоке района, высоко в горах Главной гряды Крымских гор, практически, на Караби-Яйле, в верховьях ручья Молбай-Узень (он же Церик-Узень), левого притока Танасу. Одно из самых высокогорных сёл в Крыму — высота центра села над уровнем моря 552 метра. Ближайшее село — Головановка — в 9 км ниже по реке.
Расстояние до райцентра — около 20 километров (по шоссе), до ближайшей железнодорожной станции Симферополь — примерно 63 километра. Транспортное сообщение осуществляется по региональной автодороге 35Н-086 от шосе Белогорск — Приветное (по украинской классификации — С-0-10310).

## История
Первое документальное упоминание села встречается в Камеральном Описании Крыма… 1784 года, судя по которому, в последний период Крымского ханства Куртлук входил в Карасубазарский кадылык Карасубазарского каймаканства. После присоединения Крыма к России (8) 19 апреля 1783 года, (8) 19 февраля 1784 года, именным указом Екатерины II сенату, на территории бывшего Крымского Ханства была образована Таврическая область и деревня была приписана к Симферопольскому уезду. После Павловских реформ, с 1796 по 1802 год, входила в Акмечетский уезд Новороссийской губернии. По новому административному делению, после создания 8 (20) октября 1802 года Таврической губернии, Куртлук был включён в состав Аргинской волости Симферопольского уезда.
В Ведомости о всех селениях в Симферопольском уезде состоящих с показанием в которой волости сколько числом дворов и душ… от 9 октября 1805 года, Куртлук, почему-то, не записан, а на военно-топографической карте генерал-майора Мухина 1817 года обозначен Куртлук с 15 дворами. После реформы волостного деления 1829 года Куртлук, согласно «Ведомости о казённых волостях Таврической губернии 1829 года», остался в составе преобразованной Аргинской волости. На карте 1836 года в деревне 17 дворов. Видимо, вследствие эмиграции крымских татар в Турцию, деревня заметно опустела и на карте 1842 года Куртлук обозначен условным знаком «малая деревня», то есть, менее 5 дворов.
В 1860-х годах, после земской реформы Александра II, деревню приписали к Зуйской волости. В «Списке населённых мест Таврической губернии по сведениям 1864 года», составленном по результатам VIII ревизии 1864 года, Куртлук — владельческая татарская деревня с 18 дворами, 117 жителями и мечетью при фонтане. По обследованиям профессора А. Н. Козловского начала 1860-х годов, в селении «имеются в изобилии родники и горные ручейки», также были колодцы с пресной водой глубиной не более 3—5 саженей (6—10 м). На трёхверстовой карте Шуберта 1865—1876 года в деревне Куртлук обозначено 6 дворов. В «Памятной книге Таврической губернии 1889 года», по результатам Х ревизии 1887 года, записан Куртлук с 25 дворами и 125 жителями. На верстовой карте 1890 года в деревне обозначено 38 дворов с татарским населением.
После земской реформы 1890-х годов деревня осталась в составе преобразованной Зуйской волости. Согласно «…Памятной книжке Таврической губернии на 1892 год», в деревне Куртлук, входившей в Аргинское сельское общество, было 186 жителей в 15 домохозяйствах, при этом 1 хозяин имел 10 десятин собственной земли, остальные — безземельные. На подробной карте 1893 года в деревне обозначено 38 дворов с татарским населением. По «…Памятной книжке Таврической губернии на 1902 год» в деревне Куртлук, входившей в Аргинское сельское общество, числилось 172 жителя в 15 домохозяйствах. По Статистическому справочнику Таврической губернии. Ч.II-я. Статистический очерк, выпуск шестой Симферопольский уезд, 1915 год, в деревне Куртлук (на земле Адаменко) Зуйской волости Симферопольского уезда числилось 32 двора с татарским населением в количестве 160 человек приписных жителей, из которых 90 мужчин и 70 женщин. Жители владели 8 десятинами удобной земли. В хозяйствах имелось 12 лошадей, 23 вола, 22 коровы и 600 голов мелкого скота.
После установления в Крыму Советской власти, по постановлению Крымревкома от 8 января 1921 года была упразднена волостная система и село вошло в состав вновь созданного Карасубазарского района Симферопольского уезда, а в 1922 году уезды получили название округов. 11 октября 1923 года, согласно постановлению ВЦИК, в административное деление Крымской АССР были внесены изменения, в результате которых округа ликвидировались, Карасубазарский район стал самостоятельной административной единицей и село включили в его состав. Согласно Списку населённых пунктов Крымской АССР по Всесоюзной переписи 17 декабря 1926 года, в селе Куртлук, в составе упразднённого к 1940 году Юхары-Тайганского сельсовета Карасубазарского района, числилось 53 двора, из них 52 крестьянских, население составляло 239 человек, все татары, действовала татарская школа. По данным всесоюзной переписи населения 1939 года в селе проживало 295 человек. В период оккупации Крыма, 21 и 22 декабря 1943 года, в ходе операций «7-го отдела главнокомандования» 17 армии вермахта против партизанских формирований, была проведена операция по заготовке продуктов с массированным применением военной силы, в результате которой село Куртлук было сожжено и все жители вывезены в Дулаг 241.
В 1944 году, после освобождения Крыма от фашистов, согласно постановлению ГКО № 5859 от 11 мая 1944 года, 18 мая крымские татары были депортированы в Среднюю Азию. 12 августа 1944 года было принято постановление № ГОКО-6372с «О переселении колхозников в районы Крыма», в исполнение которого в район завезли переселенцев: 6000 человек из Тамбовской и 2100 — Курской областей, а в начале 1950-х годов последовала вторая волна переселенцев из различных областей Украины. С 25 июня 1946 года Куртлук в составе Крымской области РСФСР. Указом Президиума Верховного Совета РСФСР, от 18 мая 1948 года, Куртлук был переименован в Пчелиное. 26 апреля 1954 года Крымская область была передана из состава РСФСР в состав УССР. Время включения в состав Криничненского сельсовета пока не установлено: на 15 июня 1960 года село уже числилось в его составе. По данным переписи 1989 года в селе проживало 8 человек. 18 июля того же года село передано из состава Криничненского сельсовета в Зеленогорский. С 12 февраля 1991 года село в восстановленной Крымской АССР, 26 февраля 1992 года переименованной в Автономную Республику Крым. С 21 марта 2014 года в составе Крыма аннексировано Россией.